# ادن گولان
اِدن گولان (عبری: עדן גולן‎؛ زادهٔ ۵ اکتبر ۲۰۰۳) خواننده اهل اسرائیل است. ادن گولان، همزمان با حاشیه‌های ناشی از ادامه جنگ اسرائیل و حماس، ۲۰ اردیبهشت ۱۴۰۳، در مسابقه آواز یوروویژن ۲۰۲۴ در شهر مالمو (سوئد) با ترانه «هاریکین (طوفان)» به مرحله نهایی این مسابقات راه یافت.
او با نمایندگان ۲۵ کشور دیگر رقابت کرد. این خواننده اسرائیلی در شرایطی به مرحله نهایی مسابقات راه یافت که در اولین اجرای خود با واکنش تند تماشاگران روبرو شده بود. ادن گولان (نماینده اسرائیل)، با ترانه «Hurricane» به مقام پنجم رسید.